# 幻想郷
幻想郷（げんそうきょう）とは、同人サークル上海アリス幻樂団制作の作品群「東方Project」の舞台となっている世界、土地、町である。東方Projectでは、この幻想郷の中で起こる事件や怪現象を題材とした物語展開される。
「幻想郷」という単語が初めて東方Projectに登場したのは東方Project第4弾『東方幻想郷 〜 Lotus Land Story.』だが、地名として初めて使用されたのは第6弾『東方紅魔郷 〜 the Embodiment of Scarlet Devil.』および『紅魔郷』と同時販売の音楽CD『蓬莱人形 〜 Dolls in Pseudo Paradise』であり、第6弾より前では「とある東の国の山の中」などと表現されている。
本記事では幻想郷を中心に、東方Projectにおける世界全般について解説する。原作（zunが直接関わったもの）設定に基づく。
本記事では、必要に応じて東方Projectの各作品名を略称で記す。詳細は、東方Project#凡例を参照。

## 解説
幻想郷は、日本の人里離れた山奥の辺境の地に存在するとされる。ここには妖怪などの人外のものが多く住んでいるが、僅かながら人間も住んでいる。
幻想郷は博麗大結界によって幻想郷外部と遮断されているため、外部から幻想郷の存在を確認することは不可能であり、幻想郷内に入ることもできない。同様に幻想郷内部からも外部の様子を確認することはできず、幻想郷から外へ出ることもできない。ただし、幻想郷には外の世界で失われ「幻想になった」ものが集まるとされ外の世界で減少した生物（トキなど）が幻想郷で増加したり、外の世界で消えつつある道具などが幻想郷に現れることもある。
このように特殊な環境にある幻想郷では、外の世界とは異なる独自の文明が妖怪たちによって築き上げられている。
なお、幻想郷は結界で隔離されてはいるものの、異次元や別世界といったものではなく、幻想郷も外の世界も同じ空間に存在する陸続きの世界である。幻想郷は内陸の山奥に位置するため、幻想郷内に海は存在しない。

### 幻想郷の歴史
以下の説明は、主に稗田阿求著「幻想郷縁起」（『求聞史紀』）での記述による。
幻想郷が隔離されるまで
幻想郷は元から結界で隔離されていたわけではなく、単に「遥か東方の国にある人里離れた辺境の地」がそう呼ばれていただけであった。幻想郷には妖怪が多く住み着き、恐れられていたため、普通の人間は幻想郷には近づかなかった。しかし、中には妖怪退治の為に幻想郷へ住み着く人間もいた。そして月日が流れ、人間たちは文明を発展させその数を増やしていく。
500年前、人間の勢力が増して幻想郷の社会のバランスが崩れることを憂いた妖怪の賢者・八雲紫は「幻と実体の境界」を張り、妖怪の勢力を他から取り込むことでバランスを保った。
やがて明治時代になると、近代文明の発展とともに非科学的な事象は「迷信」として世の中から排除されていき、幻想郷に住み着いた妖怪達は人間の末裔達と共に、強力な結界（博麗大結界）の中で生きる道を歩むことになる。そして幻想郷の存在は人々から忘れ去られていった。
現在の幻想郷
幻想郷には以前と変わらず多くの妖怪たちと僅かな人間たちが住んでいる。結界によって幻想郷が閉鎖されたため、外の世界とは異なる独自の文明が築き上げられている。博麗大結界が張られた当初は妖怪たちは反発したが、現在は結界で隔離される有用性を理解して、好んで幻想郷に住んでいる。
現在の幻想郷は、人間と妖怪とのバランスの関係により、妖怪が人間を食う事はほぼ無くなっており、妖怪が人間の里に遊びに来たり、人間が妖怪の家に招待されたりする状況となっている。ただし、妖怪が人間を襲い、人間が妖怪を退治するという関係は、スペルカードなどの疑似的な戦闘の形で残っている。幻想郷全体の力の均衡を保つため、擬似化・形骸化したとしてもこのような関係は残さなければならないという。また、幻想郷を維持する為には力だけでなく数のバランスも取らなければならないので、それらが急激に変化するような事は防止または禁止されている。よって、妖怪は自然災害などから人間を守らなければならないし、勿論人間を襲ってはならない。逆に、人間が妖怪になる事も禁則となっている。

### 結界
幻想郷の周りには、幻想郷と外の世界とを分ける2種類の結界が張られている。1つは「幻と実体の境界」であり、もう1つは「博麗大結界」である。
幻と実体の境界
幻と実体の境界とは、500年以上前に八雲紫が立案・実行した「妖怪拡張計画」において張られた結界である。外の世界に対して幻想郷を幻の世界と位置付けることで、勢力が弱まった外の世界の妖怪を自動的に幻想郷へと呼び込む作用を持ち、日本以外の国に住む妖怪まで引き寄せるという。
博麗大結界
博麗大結界とは、百数十年前に張られた幻想郷と外の世界との往来を遮断する結界であり、博麗の巫女によって管理されている。
「幻想郷縁起」によると、博麗大結界とは「常識の結界」であり、外の世界と幻想郷の「常識」と「非常識」とを分け、外の世界の「常識」を幻想郷の「非常識」に、外の世界の「非常識」を幻想郷の「常識」の側に置くというものであるという。つまり、結界を超えられるのは基本的に外の世界にとって、或いは幻想郷にとっての「非常識」のみである。物理的なものではなく論理的な結界だが非常に強力で、妖怪でも簡単に通ることはできない。ただし、逆に外の世界の「非常識」が「非常識のまま」結界の中に持ち込まれると、それが幻想郷にとっての「非常識」、つまり外の世界での「常識」であると認識され幻想郷から追い出されてしまう。それを利用すれば結界を破壊する事も可能。また、何処まで行っても延々と同じような景色が続くだけで境界には辿り着かず、引き返そうとすると一瞬で元の場所に戻れる。また、そもそも幻想郷はこれら結界によって外の世界と区別されることで、「幻想郷」として成立しているものとされている。

### 神隠し
博麗大結界があるため、外の世界の人間が幻想郷の内部に入り込む事は基本的に無い。しかし、何らかの理由によって外の人間が幻想郷に迷い込む事があり、これを神隠しという。一度幻想郷に入り込んでしまった者が再び外の世界に戻る事は簡単ではないが、神社まで辿り着ければ戻ることができる場合もあるとされる。戻らずに幻想郷に定住してしまう者も僅かにいて、サッカーなど外の文化が持ち込まれることもあり、新しい文化は幻想郷で一時的な流行になることが多い。
幻想郷への神隠しの主な原因は、八雲紫が結界に揺らぎを生じさせているためである。また再思の道から無縁塚にかけては外の世界に繋がりやすくなっており、外の世界の自殺志願者が迷い込む事が多いとされる。
幻想郷と無関係の神隠しもあり、量子力学的な現象により遠く離れた場所に迷い込むことがある。

### 暦と時間軸
外の世界で使われる暦が旧暦から太陽暦の新暦に変わったのに合わせて、幻想郷でも新暦が使われている。一部の妖怪は、月を基準とした「妖怪太陰暦」という特殊な暦を使用している。
幻想郷では「季」という紀年法が用いられている。『文花帖（書籍）』によれば、『紅魔郷』は第百十八季、『妖々夢』『萃夢想』『永夜抄』は第百十九季、『花映塚』は第百二十季の出来事である。『求聞史紀』p.162 によれば、9作目の「幻想郷縁起」公開は第百二十一季の出来事である。

### 異変
幻想郷では、「異変」と呼ばれる怪事件や怪現象などの騒動がしばしば発生する。異変とは、幻想郷規模の広範囲に渡る事件のうち発生時点で原因不明とされたものである。東方Projectの作品群は基本的にこの「異変」を題材としたストーリーが展開されるが、『風神録』のように異変以外の出来事が題材となっている作品も存在する。
異変の原因は妖怪の気まぐれや興味本位によるものである事が多く、博麗神社の巫女である博麗霊夢が調査に向かい、犯人を見つけて懲らしめるという流れが基本である。異変の解決は博麗神社の巫女が行うのが基本であるが、霧雨魔理沙などの模倣者が異変を解決してしまう場合もある。ゲームやその他作品の題材にはなっていないが、人間の里にも妖怪退治を仕事とする者がいる。
以下は、『紅魔郷』以降の作品で発生した異変や出来事である。
『紅魔郷』で発生した出来事（紅霧異変）
幻想郷を紅い霧が覆った。「文々。新聞」の記事や「幻想郷縁起」では「紅霧異変」と呼ばれている。詳細は、東方紅魔郷 〜 the Embodiment of Scarlet Devil.#あらすじを参照。
この異変では、異変規模の事件としては初めて決闘にスペルカードルールが使用されたとされる。
『妖々夢』で発生した出来事（春雪異変）
5月になっても冬が終わらなかった。「幻想郷縁起」では「春雪異変」と呼ばれている。詳細は、東方妖々夢 〜 Perfect Cherry Blossom.#あらすじを参照。
この異変の影響で春が短くなったことが、『萃夢想』で発生する異変の原因となる。
『萃夢想』で発生した出来事（三日置きの百鬼夜行）
宴会が3日おきに終わりなく開催されると同時に、謎の霧が幻想郷を覆った。この事件を扱った「文々。新聞」の記事には、「三日置きの百鬼夜行」という見出しが付けられている。詳細は、東方萃夢想 〜 Immaterial and Missing Power.#あらすじを参照。
『永夜抄』で発生した出来事（永夜異変）
ある満月の晩、夜が明けず満月が同じ位置に留まり続けた。詳細は、東方永夜抄 〜 Imperishable Night.#あらすじを参照。
この異変は「幻想郷縁起」では「永夜異変」と呼ばれている。
『花映塚』で発生した出来事（六十年周期の大結界異変）
幻想郷中で、あらゆる季節の花が咲き乱れた。一部の者は、同時期に幽霊が異常に増え始めたことにも気付いた。詳細は、東方花映塚 〜 Phantasmagoria of Flower View.#あらすじを参照。
この花と幽霊の異変は昔から60年周期で起きていたとされるが、その原因はいくつか語られている。『花映塚』本編では四季映姫が、幻想郷の外の世界では60年周期で死者が急増し、その影響で幽霊が増え、幽霊が花にとりついて乱れ咲くと語っている。『紫香花』では八雲紫が、幻想郷が再生する周期（還暦）が60年であるために、60年ごとに花が乱れ咲くのだと語っており、「六十年前にも（中略）百二十年前にも百八十年前にも、それより遥か昔にも」同じような異変が発生していたという。
「幻想郷縁起」では、つい最近に2度目の「六十年周期の大結界異変」（60年ごとに博麗大結界が緩むこと）が起きたと記されている。大結界異変に付随して小さな異変が複数発生したとされるが、これが『花映塚』で起きた異変のことであるかは明言されていない。
『儚月抄』で発生した出来事（第二次月面戦争）
『永夜抄』の約3年後、『儚月抄』作中で発生した、妖怪の賢者の八雲紫が月へ仕掛けた戦争。霊夢たちをロケットで月に向かわせた上で自らも別行動するなどしていたが、その真意は『儚月抄 小説版』最終話で明らかになる。
『風神録』で発生した出来事
博麗神社に訪れた一人の人間が、神社に営業停止を迫った。詳細は、東方風神録 〜 Mountain of Faith.#あらすじを参照。
本作に登場した、幻想郷の外から移住してきた八坂と洩矢の2柱の神が、後に『地霊殿』で発生した出来事の原因を作っている。
『緋想天』で発生した出来事
局所的な大地震で博麗神社が倒壊した。また、緋色の雲が現れたり、ある個人の周辺だけ天気が変わるといった奇妙な異常気象が発生した。詳細は、東方緋想天 〜 Scarlet Weather Rhapsody.#あらすじを参照。
『地霊殿』で発生した出来事
博麗神社の近くに突然、間欠泉が湧き、同時に間欠泉から地霊（地底の悪霊）が発生した。詳細は、東方地霊殿 〜 Subterranean Animism.#あらすじを参照。
この間欠泉の騒動が、後の『星蓮船』での出来事の一因となっている。
『星蓮船』で発生した出来事
幻想郷で空飛ぶ宝船が目撃されるようになった。詳細は、東方星蓮船 〜 Undefined Fantastic Object.#あらすじを参照。
『非想天則』で発生した出来事
チルノ、紅美鈴、東風谷早苗の3名がそれぞれに巨大な人影を目撃し、三者三様に人影の正体を解釈して行動した日常内の小さな事件。
『妖精大戦争』で発生した出来事
ある春の日に、妖精たちが起こした小規模な争い。その前の冬に起きた出来事が争いの原因となっており、これは前日譚として漫画『三月精 第2部』単行本第2巻に収録されている。
『神霊廟』で発生した出来事
神霊と呼ばれる霊が増えた。詳細は、東方神霊廟 〜 Ten Desires.#あらすじを参照。
『心綺楼』で発生した出来事
宗教家たちによる人気の奪い合いが起こった。詳細は、東方心綺楼 〜 Hopeless Masquerade.#あらすじを参照。
『輝針城』で発生した出来事
おとなしい妖怪たちが暴れ出し道具が勝手に動き出す現象が起こった。詳細は、東方輝針城 〜 Double Dealing Character.#あらすじを参照。
『深秘録』で発生した出来事
幻想郷で都市伝説が具現化する「都市伝説異変」が発生し、その一つである「オカルトボールを7つ集めると何かが起こる」という噂のせいでオカルトボール争奪戦が起こった。詳細は、東方深秘録 〜 Urban Legend in Limbo.#あらすじを参照。
『紺珠伝』で発生した出来事
妖怪の山に、月の民が作った草木を枯らす地上探査車が出現した。詳細は東方紺珠伝 〜 Legacy of Lunatic Kingdom.#あらすじを参照。
『憑依華』で発生した出来事
幻想郷各地で完全憑依と呼ばれる現象が起こった。詳細は東方憑依華 〜 Antinomy of Common Flowers.#あらすじを参照。
『天空璋』で発生した出来事
四つの季節が同時に現れる異常気象が起こった。詳細は東方天空璋 〜 Hidden Star in Four Seasons.#あらすじを参照。
『鬼形獣』で発生した出来事
動物霊が幻想郷を支配しようと襲撃した。詳細は東方鬼形獣 〜 Wily Beast and Weakest Creature.#あらすじを参照。
『虹龍洞』で発生した出来事
巷に不思議なカードが流通していた。詳細は東方虹龍洞 〜 Unconnected Marketeers.#あらすじを参照。
『獣王園』で発生した出来事
市場が開かれた影響で、古の土地の所有権が無に帰した。詳細は東方獣王園 〜 Unfinished Dream of All Living Ghost.#あらすじを参照。
以下は作中で発生したものではなく、設定上存在するのみの異変や出来事である。
幻想月面戦争騒動
1000年以上昔、八雲紫が湖の水面に映る満月の虚実の境界を弄って月へと繋げ、当時増長していた幻想郷の妖怪を総動員し攻め込んだとされる事件。月の優れた技術を持ち去る算段であったのだが、月人の遙かに進んだ科学力、強靭な生命力、妖怪には手に負えない未知の力にあえなく惨敗する結果となった。これ以降、幻想郷の妖怪は自分のテリトリー外を侵略することが少なくなった。またこの騒動がきっかけで、八雲紫の実力が人間にまで知れ渡ることとなる。

『儚月抄』で発生した「第二次月面戦争」に対して、「第一次月面戦争」とも呼ばれる。
大結界騒動
百数十年前、八雲紫の提案で博麗大結界が張られたときに、数多の妖怪達が反発して妖怪同士の闘争になった事件。この騒動の間、妖怪は人間に手出しすることなく互いに争ったので人間からは絶賛された。博麗大結界は幻想郷の妖怪にとってメリットとなることが妖怪達に広まって、この騒動は収まった。世界が隔離されてしまったため、バランスを保つために妖怪が人間を襲うのには制約がかかって簡単に襲えなくなり、食糧も自給ではなく妖怪の食料係から供給されるようになって、妖怪の気力が下がる一方になっていった。
だが，外から幻想入りしてきた者は食べても良いという決まりがある。
だが稀に博麗霊夢や霧雨魔理沙にあった場合は助けてもらえる。
吸血鬼異変
吸血鬼異変は、幻想郷にやってきた吸血鬼（詳細不明）が幻想郷の支配を目論んで起こした紛争である。当時の幻想郷の妖怪は気力をなくしており、吸血鬼は強い力を持っていたため、多くの妖怪が短期間のうちに吸血鬼の軍門に下って部下になってしまったが、最終的には最も強い力をもった妖怪によって鎮圧された。
この事件がきっかけとなり、まだ気力が残っていた妖怪たちが危機感をおぼえて協議し、博麗霊夢に相談して様々な決闘方法が制定された。その中の1つがスペルカードルールである。スペルカードは弾幕ごっこで使われる。
以下は、PC-98版ゲーム作品中で発生した出来事である。
『靈異伝』で発生した出来事
博麗神社が「人間でない何か」に破壊された。
『封魔録』で発生した出来事
山で修業（という名目の小旅行）をしていた博麗靈夢が神社へ戻ると、たくさんの妖怪や幽霊などの人外の存在が棲みついていた。
『夢時空』で発生した出来事
ある日突然、神社のそばに遺跡が現れ、「遺跡を訪れた者にプレゼントを贈る。ただし1名のみ」という旨のチラシがばらまかれた。
『東方幻想郷』で発生した出来事
博麗神社に人外の存在が大量に現れた。同時期に霧雨魔理沙は、どこからか強い魔力を感じた。
『怪綺談』で発生した出来事
異世界（魔界）から、魔物が次々と現れた。

### 史料
森近霖之助によれば、「幻想郷に歴史はない」という。これは、幻想郷の歴史とはほとんど妖怪の歴史であり、妖怪は長命で当事者がまだ生きているので、事件が歴史らしい歴史に成りにくいためだという。それでも日々の出来事や歴史を綴った書物や出版物は幻想郷にもある。
幻想郷縁起
千二百年以上昔から、稗田家の人間が幻想郷の人間が妖怪から身を守れるように特徴や弱点などを書き記すために作った書物。稗田阿求が書いた物は9作目の「幻想郷縁起」である。9作目は、幻想郷が平和なために読み物として意味合いが強くなっていて、妖怪からの自己アピールを取り入れたり、妖怪の怖さを強調したりして、一部事実と異なる内容になっている。
『東方求聞史紀 〜 Perfect Memento in Strict Sense.』は、9作目の「幻想郷縁起」が公開されたときの内容という設定になっている。
この他にも、千年以上続いている稗田家には、幻想郷や外の世界に関する膨大な資料がある。
幻想郷風土記
幻想郷の風土記。ごく一部が『妖々夢』のマニュアルに記載されている。
博麗神社社務所で編纂されたものは、9作目の「幻想郷縁起」の参考文献にもなっている。
天狗の新聞
妖怪の山の天狗が発行している新聞。天狗の新聞はほとんどが個人により作成されており、おもしろおかしく大げさに脚色して書かれることが多い。天狗の新聞は、主に天狗仲間の間で読まれる内々のものであまり存在を知られていなかったが、『香霖堂』単行本第17話の新聞大会の頃に外の世界から大量の紙が流入するようになって以降は、紙の低価格化による安定入手が可能になり、幻想郷中に撒かれた新聞大会の号外によって、その存在は広く知れ渡るようになった。
『文花帖（書籍）』は、鴉天狗の射命丸文が発行している「文々。新聞」がメインコンテンツとして掲載されている。また9作目の「幻想郷縁起」にも、稗田阿求が生まれたときの「文々。新聞」の新聞記事が使用されている。
森近霖之助の日記
香霖堂の店主である森近霖之助の日記。『香霖堂』単行本第17話のエピソード内で書き始められている。いずれ1つの本としてまとめて出版する予定で、歴史らしい歴史がない幻想郷の歴史書たり得ると霖之助は考えている。霖之助の日々の出来事と考えは『東方香霖堂 〜 Curiosities of Lotus Asia.』に登場しているが、外の世界の考察に関しては独自の推理に基づいた飛躍した理論が多い。
上白沢慧音が編纂している歴史
人里に住む上白沢慧音が編纂している物。その存在は「幻想郷縁起」で阿求が「彼女は（中略）日々歴史の編纂を行なっている」と言及しているのみ。
霧雨魔理沙が書いたスペルカード本
魔法の森に住む霧雨魔理沙が独自のスペルカード本を編集している物。

## 地理
幻想郷の地図は公式では表されていない。ゲームや漫画、小説、設定資料集などにおいて、個々の場所が僅かに関連付けられているのみである。

### 博麗神社
博麗神社（はくれいじんじゃ）は、幻想郷に存在する神社。幻想郷で唯一の有人の神社とされていたが、『風神録』以降は守矢神社が存在するため、唯一ではなくなっている。
現在は巫女である博麗霊夢が1人で住んでいる。
『封魔録』ステージ1は博麗神社を、『紅魔郷』ステージ1は夜の境内裏を舞台に、『天空璋』ステージ3は博麗神社境内を舞台にしている。
立地とアクセス、建物
幻想郷の東の端、外の世界との境界に位置する神社であり、外の世界の人里からも幻想郷の人里からも離れた山奥にある。幻想郷の人間の里から歩いて来るには、見通しが悪く妖怪に襲われる危険もある獣道を通らなければならない。
博麗神社からは、幻想郷を一望できる。桜の名所でもある。
神社はそれなりに大きい建物だがほとんどが住居用のスペースで、神社としてのスペースはあまり広くない。縁側からは裏庭が見える。『三月精 第2部』第12話では、霊夢が「うちの裏の池」について言及している。『地霊殿』では神社の近くに間欠泉が湧き出した。
特徴
先述のように博麗神社は「外の世界との境界に位置する神社」である。博麗神社はあくまで「境」にあり、神社の境内は厳密に言えば幻想郷ではなく、幻想郷でもあり外の世界でもあるとされている。結界の境であるため、外の世界の物や人間が幻想郷側に流れ着き易い。外の世界から迷い込んだ人間も、無事に神社に辿り着ければ外の世界に帰ることができるとされる。また、博麗神社境内ではほとんどの結界が効力を失うとされており、『永夜抄』「禁呪の詠唱チーム」FinalAエンディングでは境内と幻想郷で月の見え方が異なる様子が描かれている。
神社内では妖怪が一般人を襲わない約束になっているが、霊夢の「人妖問わずに惹きつける性格」によって最近は多数の妖怪が集まる場所となっているため、霧雨魔理沙から「妖怪神社」と呼ばれたり、人間の里では妖怪に乗っ取られたと噂されたりしている。
祭神、信仰など
上述のように「妖怪神社」とも呼ばれる博麗神社には参拝客が訪れず、信心（賽銭）が集まらないと霊夢は嘆いていて、人気がありそうな神様を勧請しようかなどとも考えていたが、『風神録』で守矢神社から営業停止を言い渡されるまであまり気にしていなかった。
博麗霊夢は、博麗神社の由来や祭神を知らない。森近霖之助は、博麗神社の由来を知っているようである。
『風神録』エンディングで、八坂神奈子の提案により信仰回復の一環として、敷地内に守矢神社の分社が建てられた。何となく気に食わない霊夢がかなり小さく造ったが、風雨・五穀豊穣・武運に御利益があって好評。僅かながらも里の人間まで参拝するようになっている。
博麗神社の周辺
神社の周囲には手が加えられていると思しき森があり、神社周辺を囲むように配置されている大木が博麗神社の境の内すなわち「境内」とそれ以外との境界線になっている。
神社裏にある大きなミズナラの木は境内の境界を構成する大木の1つだったが、落雷に端を発する霊夢の行動で図らずも消滅させてしまい、境界に穴が空いて外の世界の木が幻想郷側に入り込んできたため、落雷から再生中だった大木があった位置に外の世界側の大木が出現した。その後、三妖精がその大木を新居にしたことで、大木は幻想郷側の存在になり新たな境界の役目を果たしている。
神社から向かって魔法の森を抜けた先には墓地があり、彼岸の日には鳥居から太陽が昇り墓地へ太陽が沈むことによって霊が抑えられる。
『東方幻想郷 〜 Lotus Land Story.』ステージ1-3は神社の裏山および裏山の湖を、『東方怪綺談 〜 Mystic Square.』ステージ1は神社の裏山および裏山にある魔界への扉がある洞窟を舞台にしている。
外の世界の博麗神社
博麗神社は幻想郷の境に存在するため、外の世界にも同じように存在している。博麗大結界は常識の結界であるため、外の世界の常識を持つ者は外の博麗神社、幻想郷の常識を持つ者は幻想郷の博麗神社にたどりつくことになる。
外の世界の博麗神社は博麗大結界の成立以降の様子は知られておらず、現在は放置され無人になっていると言われている。しかし『香霖堂』単行本第11話では、霊夢が神社で博麗大結界を緩めた際に想いが結界の外へと飛び越えた霖之助が、見覚えのある鳥居がある神社にたくさんの人が集まっているのを目撃している。
『三月精 第3部』第1-2話においては外の世界の博麗神社のお供え物らしき清酒が、幻想郷の博麗神社に度々出現しているのを霊夢や三妖精達が目撃している。霊夢はこのようなお供え物の出現を当然のことと考えている。
『蓮台野夜行』では蓮子が（おそらく外の世界の）博麗神社に行くことを提案している。

### 人間の里
幻想郷で「里」と言えば通常は「人間の里」を指す。里に住む多くの者は、博麗大結界が出来た際に幻想郷に閉じ込められた人間たちの末裔。幻想郷の人間のほとんどは人間の里に住んでいる。妖怪の賢者が保護していて、妖怪退治を仕事とする者も住んでいるため、人間の里の中にいれば妖怪に襲われることはほとんど無い。里の中には妖怪向けの店も数多く有り、人間だけでなく、妖怪も買い物に訪れることがあるという。
上白沢慧音はこの里に住んでいて寺子屋を開いており、稗田阿求や本居小鈴もこの里に住んでいる。また、霧雨魔理沙の実家である大手道具屋「霧雨店」もこの人間の里に存在する。
『永夜抄』ステージ3は、上白沢慧音によって隠蔽された人間の里が舞台となっている。
命蓮寺
命蓮寺（みょうれんじ）は、聖白蓮が妖怪を受け入れるために開いたお寺。名称は聖白蓮の弟の名前に由来する。
『星蓮船』の事件後、人間の里の近くに「聖輦船」を着陸させて、古い穀倉の姿になった聖輦船を質素なお寺に改装したもの。元々は妖怪のために開いたが、「宝船（聖輦船）が変化した縁起の良い寺」として人間の関心も集まり、聖白蓮は人間も妖怪も分け隔てなく受け入れている。なお、現在の幻想郷には命蓮寺が建立されるまで寺がなかった。
『神霊廟』では、『星蓮船』で寺が建立された場所は仏教の敵になりうる古代の聖人が眠る霊廟の真上であり、聖白蓮は寺を建てることでその封印を試みたらしいと語られている。
『神霊廟』ステージ2・3とExtraステージは、命蓮寺とその敷地内が舞台になっている。
聖輦船
聖輦船（せいれんせん）は、村紗たち妖怪が聖白蓮を救出するために魔界へ向かう際に使用された空飛ぶ船。「聖を乗せるための船」を意味する。元来は霊験あらたかな建物で、村紗水蜜のために村紗が生前に乗っていた舟と同じものに法力で創り変えた光の舟になったという経緯を辿っている。
『星蓮船』の一部エンディングでは、命蓮寺にならずに聖輦船のまま幻想郷を遊覧船として飛行していたり、再び魔界と幻想郷を行き来したりしている。
『星蓮船』ステージ3・4は、聖輦船が舞台になっている。
夢殿大祀廟
命蓮寺地下に広がる洞窟広場。内部には巨大な墓（神霊廟）が建てられており、豊聡耳神子や物部布都らが尸解仙になるためにここで眠り続けていた。聖白蓮の封印が解けた後、神子達は敵である寺の真下にあたる大祀廟に居続けるのは不都合だと感じ、自らが創った仙界に新たに神霊廟を建てて引っ越した。

### 魔法の森
幻想郷で「森」と言えば通常は「魔法の森」を指す。幻想郷の「魔」が集まった森。この森は常に禍々しい妖気で溢れており、普通の人間は森の瘴気に長時間耐えられない。人間だけでなく妖怪もあまり寄り付かない場所となっているが、瘴気に耐えられる人間にとっては妖怪があまり来ないため安全。また、化け物茸の胞子がもたらす幻覚は、人間の魔力を高める作用があるので魔法使いを志すものが好んで住み着く。
この森には霧雨魔理沙の家「霧雨魔法店」、アリス・マーガトロイドの家、光の三妖精が『三月精』第2部の終わり頃まで住んでいた「果てしなく前から立っている大木」などがある。また森の入り口には古道具屋「香霖堂」がある。『妖精大戦争』ではステージのひとつとして登場する。
香霖堂
香霖堂（こうりんどう）は、森近霖之助が営む古道具屋。「人間の里」から「魔法の森」に向かうと森の入り口に建っており、神社と里と森の間に位置している。人間の里から魔法の森への道のりは幻想郷では比較的マシな部類に入る。
霖之助が無縁塚をはじめとする場所で拾って来た外の世界や冥界、あるいは人間用・妖怪用を問わずありとあらゆる道具を取り扱っており、「幻想郷縁起」でもこのような店は幻想郷では唯一であるとされ、霖之助本人も「拾いものを売る店」と称している。外の世界の品物も並んでいるが、陳列されている商品はどれも値札が付けられておらず価格交渉が必要で、店内には始めから売る気がない非売品も多い。ティーカップなど日用雑貨も扱っているため、店の客としてはレミリア・スカーレットや十六夜咲夜などがお得意様としてよく来店している。
『東方香霖堂 〜 Curiosities of Lotus Asia.』の主な舞台になっている。

### 霧の湖
幻想郷で「湖」と言えば通常は「霧の湖」を指す。妖怪の山の麓にある霧に包まれた大きな湖。妖怪の山の川から水が流れ込んでいる。霧で視界が悪いため広大に見えるが、歩いて半刻もかからず1周できる程度の大きさ。湖畔には紅魔館が建っている。
『紅魔郷』ではステージ2およびステージ3前半、『花映塚』ではチルノのステージになっている。『妖精大戦争』ではステージのひとつとして登場する。
紅魔館
紅魔館（こうまかん）は、幻想郷の「妖怪の山」の麓、「霧の湖」の畔に建つ洋館。全体的に紅い色調をしている。元々は外の世界の建物だった。
この館の主人は吸血鬼のレミリア・スカーレットであるが、主人が「子供」なので、館を実質取り仕切っているのは人間のメイド長の十六夜咲夜である。門番として紅美鈴がいる。レミリアの妹であるフランドール・スカーレットも館内におり、他にも多数の妖精がメイドとして在住している。『茨歌仙』第14話以降はホブゴブリンも働いている。
『東方紅魔郷 〜 the Embodiment of Scarlet Devil.』ステージ3以降、およびExtraは、紅魔館が舞台になっている。
紅魔館の地下には大図書館があり、レミリアの友人であるパチュリー・ノーレッジの書斎になっていて、パチュリーが本を読んで暮らしている。風通しが悪く日当たりもないので、かび臭い。蔵書には大量の魔導書があり、パチュリーが書いた魔導書もある。魔導書以外の本もたまに混じっていて、その多くは外の世界の本。『紅魔郷』ステージ4およびエクストラステージ前半の舞台になっている。『儚月抄』においては外の世界の資料を基に製作し、住吉三神の加護を宿したロケット製作現場及び発射場に大幅に改装されており、『儚月抄 漫画版』最終話においては月の海を模したプールまで建造されている。

### 迷いの竹林
迷いの竹林は、竹が生い茂る幻想郷の竹林。深い霧が立ち込め、竹の早い成長により日々変化して目印がなく、緩やかな傾斜によって方向感覚も狂うため、非常に迷いやすい。竹林の中には永遠亭がある。
かつては高草郡と呼ばれていて、伝承では大津波によって幻想郷に流れ着いたとされている。
因幡てゐはこの竹林の持ち主を自称していて、八意永琳との取引により永遠亭に誰も近付けないようにしていた。また『永夜抄』以降、藤原妹紅が永遠亭へ向かう人間の案内をしている。
『東方永夜抄 〜 Imperishable Night.』ステージ4、およびExtraステージ、『東方輝針城 〜 Double Dealing Character.』ステージ3は、迷いの竹林が舞台になっている。
永遠亭
永遠亭（えいえんてい）は、幻想郷の「迷いの竹林」の中に人目を避けるかのようにひっそりと建てられた屋敷。ここには蓬莱山輝夜、八意永琳、鈴仙・優曇華院・イナバ、因幡てゐと、その他沢山の兎や妖怪兎が住んでいる。元々は不老不死となった輝夜と永琳が、地上で隠れ住むために作られたものである。永琳が施した仕掛けによって屋敷の歴史が止められていたが、「永夜異変」発生後に歴史が進むようになった。
『永夜抄』のステージ5・6、『花映塚』の鈴仙のステージは、永遠亭が舞台になっている。

### 無縁塚
無縁塚（むえんづか）とは、魔法の森を抜け、「再思の道（さいしのみち）」を進んだ先にある木々に囲まれた小さな行き止まりの空間にある、無縁仏のための墓地。再思の道から無縁塚にかけては、結界の綻びがある結界の交点になっており、冥界や三途の川とも繋がることがある。また外の世界の物が落ちてきたりすることがある。。妖怪桜である「紫の桜」があるのもここである。
『東方花映塚 〜 Phantasmagoria of Flower View.』では、「再思の道」が小野塚小町の、「無縁塚」が四季映姫・ヤマザナドゥのステージになっている。
紫の桜
無縁塚にある妖怪桜。六十年周期に起こる幽霊の増加では、大量の罪深い人間の幽霊が紫の桜の花を咲かせ、罪を認めることで花びらが散り、解放されて三途の川へと続く「中有の道」に進むことができる。彼岸へと渡るのは徳のある幽霊から順であるため、散ったあとも桜の下には罪ある幽霊がいっぱいになり、幽霊が咲かせる花が全て散るのは、紫の桜が最後になる。
『花映塚』ストーリーモードの最終ステージ（ステージ9）であるほか、『紫香花』にも登場する。

### 妖怪の山
幻想郷で「山」と言えば通常は「妖怪の山」を指す。多くの古参妖怪や神々が住み、人間や他の妖怪たちとは異なった独自の文化や社会を築いている。特に天狗や河童は、外の世界を模した高度な技術力を持っている。幻想郷にまだ鬼が居た頃、天狗を従えた鬼神が築いた社会が基盤となっており、妖怪には珍しく組織的な社会となっている。仲間意識が強い反面、排他的で、山に入り込む余所者は追い返そうとする。
木花咲耶姫に砕かれる前の富士山よりも高かった頃の本来の八ヶ岳であり、大昔は荒らぶる火山であった。百年程前に外の世界の八ヶ岳から石長姫が移り住み、不尽の煙が上がるようになったが、人間の里ではこの煙は河童の工場の煙と考えられている。「幻想郷縁起」には妖怪の山についての様々な噂が掲載されている。
山の裏側には「三途の川」へと至る「中有の道」がある。また妖怪の山から流れ出した川が「霧の湖」に注ぎ込んでいる。
『東方風神録 〜 Mountain of Faith.』の1・2面は妖怪の山の麓が、3面以降とExtraは妖怪の山が舞台になっている。『緋想天』では妖怪の山が射命丸文のステージに、頂上付近が永江衣玖のステージになっている。それら以外にも『虹龍洞』など、妖怪の山
がステージになっている作品が多い。
守矢神社
守矢神社（もりやじんじゃ）は、妖怪の山の上に建つ神社で、風祝の東風谷早苗と、神様の八坂神奈子、洩矢諏訪子が住んでいる。元々は外の世界に建っていた神社だが、外の世界で人間からの信仰が減少していっており、それを危惧した神奈子が妖怪からの信仰を得ることを画策し、神社ごとに幻想郷に移転、現在に至る。表向きには神奈子の神社となっているが、実際に祀られている神様は諏訪子であり、二柱の協力関係によって神社が成り立っている。外の世界にあった頃は表向きには建御名方神ということになっていた。モデルになった神社は諏訪大社。
『風神録』ステージ5・6・Extraステージ、『地霊殿』Extraステージの舞台になっている。

### 冥界
冥界は、閻魔から転生や成仏を命じられた幽霊が駐留する場所。虫の霊なども居るが鳴くことはなく、生きた植物に混じって植物の霊も植えられている。天界が満員になったため成仏を待つ幽霊が溢れかえり、現世の外の世界に移住する騒ぎがあったため、拡張されて現在は広大な敷地を有する。冥界の管理は、亡霊の西行寺幽々子が閻魔から任されている。
顕界とは結界で隔てられていたが「春雪異変」の後は結界が薄くなり、幻想郷との行き来が容易になった。
『東方妖々夢 〜 Perfect Cherry Blossom.』のステージ5以降とExtra・Phantasmステージは冥界を舞台にしている。『萃夢想』では、冥界にある墓地が妖夢のステージになっている。
幽明結界
現世と冥界の境にある結界。巨大な扉のような形状をしている。空を飛んで上を跳び越さないと行き来ができなかったが、「春雪異変」以降は結界そのものが薄くなった上、何故か八雲紫が結界を張り直さず放置している。そのため幽霊が幻想郷に多く現れる異変が継続している。『妖々夢』では幽明結界が風上、博麗神社が風下になる位置にあり、幻想郷の遥か上空にある描写がなされている。
『妖々夢』のステージ4のラスト、および『花映塚』のプリズムリバー三姉妹のステージになっている。
白玉楼
白玉楼（はくぎょくろう）は、冥界に存在する広大な日本屋敷。白玉楼の広大な庭は一般公開されていて、桜が大量に植えられており春になると桜の海が一面に広がる。非公開の中庭は、枯山水になっている。
この屋敷の主人は西行寺幽々子で、庭師兼護衛役の魂魄妖夢が住んでいる。「幻想郷縁起」では幽霊が多数働いているとされる。
『妖々夢』ステージ6と『緋想天』の西行寺幽々子のステージは、白玉楼の庭園が舞台となっている。『妖々夢』のステージ5、Extraステージ、Phantasmステージと『花映塚』の魂魄妖夢のステージは、白玉楼へと続く長い階段が舞台になっている。
西行妖
西行妖（さいぎょうあやかし）は、冥界の白玉楼にある妖怪桜。千年余り前に幻想郷にいた「歌聖」が命尽きるときに、最も見事な桜の木を死に場所に選び、それ以降、その桜はますます見事に咲くようになり、多くの人が死に場所に選んで、妖力を持つようになった。現在は冥界に植えられており、八雲紫からは人の精気を吸いすぎていると危険視されているが、幽々子の亡骸によって封印されているため、開花することはない。この封印は結界となり、幽々子を亡霊として留める役割も果たしている。「春雪異変」では幻想郷の春度を集めて幽々子が西行妖を開花させたが、満開にまでは至らなかった。
『花映塚』では、Extraモードの名前として使われているが作中には登場しない。

### 彼岸
彼岸は、三途の川を渡った先にある死後の世界。三途の川を渡って彼岸につくと完全に死亡したことになり、顕界に戻ることはできないとされる。十王が統括する是非曲直庁が治めていて、十王と配下の多くの裁判官（閻魔）たちが二交代制で幽霊を裁き続けている。幻想郷の担当には四季映姫・ヤマザナドゥなどがいる。裁かれた幽霊の行先には天界、冥界、地獄などがある。
閻魔や死神など彼岸に住む種族もおり、閻魔の四季映姫や死神の小野塚小町は幻想郷と彼岸を行き来している。
三途の川
三途の川は、彼岸と現世の境となる川。幻想郷から歩いて河岸に行くことが可能で、「妖怪の山」の裏側にあるのだが、「中有の道（ちゅううのみち）」と呼ばれる道を通らなければ辿り着くことが出来ない。
渡し舟担当の死神が船頭をしている。この川は何故か体が浮かないため泳ぐことはできず、死神の船以外の船も沈んでしまう。死者の生前の業に応じて川の長さが変化し、生前罪深かった者は渡るのに時間がかかり疲労する。幻想郷の幽霊の渡し担当の死神に小野塚小町がいる。
地獄
彼岸の先にある、閻魔の裁きにより罪のある幽霊が落とされる世界。「旧地獄」との対比で「新地獄」とも呼ばれる。十王配下の鬼神長とその配下の鬼たちが幽霊を罰している。
閻魔や死神、鬼神など彼岸で働く者たちの公的組織「是非曲直庁」があるのも地獄である。
『靈異伝』では「地獄ルート」として名称が登場する。

### 天界
天界は、成仏した幽霊や修行して欲を捨てた人間が行くとされる、天人や天女が住む世界。大地が宙に浮かんでいる。比那名居天子や八意永琳によれば、天界はかつては地上に挿されていた巨大な要石が浮上したものである。稗田阿求著の「幻想郷縁起」には、冥界の中に存在して、冥界の遥か上空にあると書かれている。西行寺幽々子によれば、冥界よりも広く、いくつもの世界に分かれている。
食べ物は桃と丹くらいしかないが、天界の桃には体を鍛える効果がある。
現在は天界が飽和状態になってしまい成仏が規制中とされている。しかし八雲紫は、それは大嘘で本当は土地が狭くなるのが嫌なだけと述べている。
有頂天
天界の一つ。別名、非想天。妖怪の山の遥か上空を目指すことで辿り着ける。
『東方緋想天 〜 Scarlet Weather Rhapsody.』の比那名居天子のステージの舞台になっている。

### 地底界
地下の世界は地底界と呼ばれる。幻想郷と行き来可能。
『東方地霊殿 〜 Subterranean Animism.』はExtraステージ以外は全て地底が舞台となっている。
旧都
昔は地獄の一部だった場所。「旧地獄」とも呼ばれる。地獄の繁華街だったが地獄のスリム化により切り捨てられた。地下だが、冬には雪が降る。移り住んだ鬼たちが、忌み嫌われた能力を持つ妖怪を受け入れて地底都市を巨大なものへと築き上げ、鬼たちの楽園になっている。地獄だった頃の施設には、いまだに地獄に落とされた者たちの怨霊が残されている。完全実力主義であり、それ故非常に強大な力を持つ鬼たちにとっては楽園となっている。
地上の妖怪たちが地底都市を認める条件として、地上の妖怪を地底都市に入り込ませない代わりに鬼は旧地獄の怨霊を封じる、という約束が地上の妖怪の賢者である八雲紫と地底の鬼たちの間で交わされている。
地霊殿
旧地獄の中心にある灼熱地獄跡の上に建てられた館。中庭に灼熱地獄跡に通じる穴がある。灼熱地獄跡の怨霊の管理を任されている古明地さとりが住んでおり、地獄に住む動物たちがさとりのペットとして怨霊の管理や別のペットの世話などをおこなっている。火焔猫燐や霊烏路空のように長い年月をかけて妖怪化しているペットも存在する。
灼熱地獄跡
昔は灼熱地獄だった場所。さとりのペットが怨霊の管理や火力の調整を行っている。

### 魔界
魔界は、無限の広さを持つ異世界。人間の体にとって厳しい瘴気が漂っていて、ほとんどの生き物にとって住むのに適さない世界になっている。しかし、この瘴気には魔法の力を高める効果がある。聖白蓮は妖怪を支援するために魔界の力を使ったという。また一部の妖怪が修行をしたり人間が訪れて魔法を修得することもある。「聖輦船」などにより幻想郷と行き来が可能。
『東方星蓮船 〜 Undefined Fantastic Object.』のステージ5以降の舞台になっている。
法界
法界（ほっかい）は魔界の一角。辺境とされる。聖白蓮を封印する結界が張られていて、侵入不可能な状態になっていた。法界内部には何も無く、通常の魔界と違い清浄な状態になっていた。妖怪たちが穏やかに暮らし、魔理沙曰く「争いが無く退屈な地獄」だという。
『星蓮船』5面は結界が張られている法界の上空の魔界、6面は法界が舞台になっている。
PC-98版作品では『怪綺談』ステージ2以降の舞台として登場したほか、『靈異伝』では「魔界ルート」として名称が登場している。悪魔や魔界人などが住む世界で、魔法のメッカ。魔界の神である神綺が言うには、自分が魔界の全てを創ったという。『怪綺談』スタート時点では魔界と行き来するルートは限られたものしか存在しなかったが、『怪綺談』のエンディングでは魔界人が、魔界と靈夢たちの住む世界とを自由に結ぶ技術を開発している。

### 月
東方Projectにおける月には、月の民と月の兎が住んでおり、穢れのない世界で非常に高度な文明を発展させている。『儚月抄』では、月の民が結界に守られた「月の裏側」に都を築いていることが明らかにされている。「月の裏側」には、本物の水を湛えた海が存在する。なお「月の表側」とは荒涼とした世界が広がっているように見える偽りの世界を指し、地上から見た月の裏表とは関係ない。
月の都ではアポロ11号の月面着陸は地球人の月面侵略とされている。また、月面着陸の際に都の存在がバレなかったのは、月の都の技術によって何も無いように見えた訳ではない。月面着陸の際に乗員は月の都を発見したが、NASAによって隠蔽工作されたため幻想郷の外の世界では月の都の存在は知られていないのだ。
月人は、幻想郷のある側の大地を「地上」と呼んでいる。満月の晩には月と地上が繋がり、行き来が可能になるとされる。八雲紫や伊吹萃香などの強力な妖怪を中心とした幻想郷勢力とは千年以上前に「幻想月面戦争騒動」（第一次月面戦争）が発生し月勢力が勝利、『儚月抄』で発生した「第二次月面戦争」では幻想郷勢力が勝利している。
『東方儚月抄』中盤から終盤にかけての主な舞台である。『永夜抄』『紺珠伝』においても重要な意味を持つ。

### その他の場所
このほか、以下の地名が作中や「幻想郷縁起」などで述べられている。
- 八雲紫の屋敷 - 幻想郷の艮（北東）の端[71][※ 9]、博麗神社と同様に外の世界との境界上にある屋敷。八雲紫のほか、式神の八雲藍も住んでいるとされる。「幻想郷縁起」によると、その屋敷を実際に見た者はいないという。
- 迷い家 - 『妖々夢』ステージ2。
- 大蝦蟇の池 - 妖怪の山に存在する。妖怪蛙が住む。『花映塚』射命丸文のステージ。
- 無名の丘 - 鈴蘭の咲く丘。『花映塚』メディスン・メランコリーのステージ。
- 太陽の畑 - 向日葵の咲く丘。『花映塚』風見幽香のステージ。
- 玄武の沢 - 魔法の森の近くにある谷川。『緋想天』小野塚小町のステージ、『三月精』の一部舞台。
- 間欠泉地下センター - 妖怪の山の麓に位置する核融合研究施設。『非想天則』の一部舞台。
- 廃洋館 - 霧の湖の近くにあるプリズムリバー三姉妹の家。『妖々夢』や『求聞史紀』で言及されるが作中には登場しない。
- 神霊廟 - 豊聡耳神子が創造した仙界に建てた道場。『心綺楼』のステージのひとつ。夢殿大祀廟にあったものとは別。
- 輝針城 - 幻想郷上空に浮かぶ逆さまの城。『輝針城』ステージ5・6の舞台。

### PC-98版ゲームに登場する場所
ここではPC-98版ゲームにのみ登場する場所を解説する。
幻夢界
靈夢たちの住む世界と魔界の境。宇宙のような空間だが呼吸はできる。
「靈魔殿」に向かう近道として『封魔録』ステージ3の舞台になっている。
靈魔殿
『封魔録』の魅魔の拠点。
『封魔録』ステージ4以降で舞台になっている。
夢幻遺跡（可能性空間移動船）
『夢時空』で博麗神社の横にあらわれた遺跡。「夢幻遺跡」というのは北白河ちゆりが人集めのために看板に書いた名前で、実際は科学が非常に発達した平行世界から来た「可能性空間移動船」。
『夢時空』ステージ8・9の舞台になっている。
夢幻館
靈夢たちの住む世界と夢幻世界の境界に建っている。主人は幽香。
『東方幻想郷』ステージ4以降の舞台になっている。
夢幻世界
神社の裏山にある湖の内部から行く事ができる。
『東方幻想郷』Extraステージの舞台になっている。

### 外の世界
博麗大結界の外にある世界。幻想郷の土地は結界で隔離されているものの日本にあるため、結界から出れば当然そこは日本である。
『妖々夢』や『永夜抄』の「キャラ設定.txt」では、外の世界は幻想郷に対して「人間界」とされている。

### ZUN's Music Collectionの世界
音楽CD『ZUN's Music Collection』シリーズの2作目以降の作品に付随する冊子には、近未来の日本が舞台のショートストーリーが掲載されている。このショートストーリーでは、日本は京都に遷都しており、東京は荒廃している。食材は合成で作られた物が主となり、天然の食材は貴重品である。
2作目『蓮台野夜行』では、宇佐見蓮子が博麗神社の地名をあげている。

## 主な種族
特記がない限り、主に「幻想郷縁起」（『求聞史紀』）に基づく設定である。

### 人間
妖怪よりも非力な者が見られる。人口は少なく、里の規模も小さい。閉鎖空間である幻想郷においても、食器類や紙など外の世界から流れ着く道具の恩恵を受けて生活している。
「幻想郷縁起」では、人間と妖怪のハーフである森近霖之助や、不老不死の人間である藤原妹紅、元月人の蓬莱山輝夜と八意永琳も「人間」に含めている。さらに、外の世界からまれに幻想郷に迷い込む人間を「外来人」として区別している。

### 妖怪
幻想郷における「妖怪」について、作中で明確な定義は存在しない。「幻想郷縁起」では、数多くの例外はあるものの妖怪の特徴的な傾向として以下のように挙げている。
- 人間より寿命が長い。
- 体が頑丈だが、精神的な攻撃には弱い。

（概ね人間と同じような食性だが、それに加えて人間も食う）。
幻想郷の人間と妖怪の関係性において、妖怪は人間を襲うといったものである。しかし現在の幻想郷では人間と妖怪の距離は近くなり、妖怪が人間を取って喰らうようなこともほとんどない。妖怪は人間を襲い人間が妖怪を退治するという関係も擬似的なものになっている。妖怪には人間の肉を食べるものや人間の心を食べるものが居るが、内部の人間を食用とすることはない模様。というか人妖のバランスを保つために禁止されている。ただし、外の世界から来た外来人は食べても良い。
妖怪（狭義）
一人一種族の単独の妖怪や、分類できるまとまった特徴を持たない妖怪は、「種族としての妖怪」に分類される。妖怪の数は「種族としての妖怪」が1番多い。
魔法使い
身体の原動力が魔力になっている妖怪。外見や身体能力は人間と変わらない。
先天性の魔法使いと、人間の魔法使いが後天的に「種族」としての魔法使いとなる場合がある。後者の場合、食物摂取を自らの魔力で代替する術を習得した時点で、「職業」としての魔法使いから「種族」としての魔法使いに転じたとみなされる。「職業」から「種族」としての魔法使いに転じることも禁則となっている場合もある。
妖獣
妖怪化した動物。普通の動物の群れのリーダーになっている場合もある。
獣人
普段は人間だが特定条件下で動物化する妖怪。
先天的にそうである場合と、人間が後天的になる場合とがある。
吸血鬼
妖怪の中で最も強大な力を持つ種族のひとつ。個々の強大な能力は同等の能力を持つ妖怪は居るものの、それらを全て併せ持つことが種族としての絶大な魅力となっている。
「日光に弱い」「流水に弱い」など数多くの弱点を持つが、これら弱点はより致命的な別の弱点を隠すためのカモフラージュであるとも考えられている。
亡霊
現世に留まった人間の霊。霊ではあるものの体温があり物に触れることができ、逆に物を通り抜けることはできない。死体が本体であるため、死体を供養されることが弱点となる。
「幻想郷縁起」での定義は前述の通りだが、逆に死んだ人間が火葬で死体を失っている場合において亡霊が生まれるとも言われている。
天狗
昔から幻想郷に住んでおり、現在は天狗が妖怪の山で社会を築いている。里の人間からは神として崇められることもある。
天狗は狡猾でゴシップ好きだという。個人で新聞を作る者が多いとされ、毎年「新聞大会」なるものを開いて部数を競っているという。
天狗と一口に言っても、大天狗、鴉天狗、白狼天狗などいくつかの種族に分かれている。天狗たちの長は「天魔」と呼ばれる。
鴉天狗の射命丸文は、元はカラスだった。『三月精 第1部』第5話では、何者かに盗まれた「鴉天狗の卵」を探す大天狗が登場している。
河童
妖怪の山で天狗と共に社会を築いている妖怪。幻想郷の他のところよりも進んだ技術力を持ち、『風神録』では光学迷彩など、非常に高度な技術も登場しているが、協調性や計画性に乏しいため、集団で大規模な作業をする事には向いておらず、『茨歌仙』第4話ではそれが原因でダムの建設計画が頓挫している。
人間側からは、河童は人間を避ける傾向にあり滅多に姿を現さないと認識されているが、河童側は隠れて人間の観察をしており、一方的に人間とは仲が良いと思っている。

### その他の種族
定義次第で妖怪に含まれたり含まれなかったりする。
妖精
自然現象が具現化したもの。数は非常に多く、幻想郷のどこにでも出没するほか、『地霊殿』の地底界や『星蓮船』の魔界など幻想郷以外の地域にも妖精のグラフィックの雑魚敵が登場している。自然の中に住処を築いて住んでいるが、人間には住処を判別することができずただの自然としか映らない。食事の必要はないが、人間を真似て食事を摂る。頭はそこまで良くはなく、良くてもせいぜい小学二年生くらいである。
体長は、「幻想郷縁起」では人間と比較すると一様に小さいとされるが、『三月精 第2部』第1話に登場する「紅魔館の妖精メイド」は成人並みの体長で描かれている。
悪戯好きで、普段は人間に悪戯を仕掛けている。基本的に体がバラバラになってもすぐ治り、死んだとしても生き返るので「一回休み」程度の感覚である。そのため死を恐れておらず無鉄砲。
異変が起きたり強大な敵が待ち構えていると、妖精は場に影響されて危険度に比例して力を増す。また普段は、妖精は単独行動することが多く、複数の妖精がつるむのは珍しいとされるが、異変時には群れる数が増し、悪戯ではなく攻撃を仕掛けてくるようになるという。つまり妖精の量と狂暴さがその場所の危険度を示していて、これはその場から引き返せという何らかの警告である可能性が「幻想郷縁起」で示唆されている。
幽霊
「気質」が具現化したもの。幽霊だからといって死者の霊であるとは限らず、幽霊のまま生まれ、そのまま消えていく者もいるらしい。存在が希薄であるため、物を通り抜けることが可能。喋ることはできないが、幽かな声を聞き取れる者も居る。
幻想郷のあらゆる場所に出没するが、幻想郷で特に多く見られるようになったのは顕界と冥界とを隔てる結界が薄くなった春雪異変後のことである。春雪異変以降は、妖精より同等もしくはそれ以上の数が幻想郷に存在している。
『地霊殿』や『茨歌仙』には、怨霊と呼ばれる幽霊が登場している。
騒霊（ポルターガイスト）
生物が持つ感情の爆発である「騒がしさ」が独立したもの。騒霊が出す音はただの音ではなく「音の幽霊」であるため、精神に響く。一説には、騒霊は少女が使える大魔法なのだとも言われている。
「幻想郷縁起」では便宜上、幽霊に分類されている。
仙人
修行を積むことで本来の寿命を超えて生きている人間。具体的には修行で強くなり、「寿命」「お迎え」などと言われる死神を撃退することで長生きしている。
仙人になるための方法の一つに一度死んでから復活するというものがあり、そのような仙人は特に「尸解仙」と呼ばれる（『神霊廟』に登場）。
鬼
力、魔力ともに非常に強い、幻想郷最強の種族。優れた技術や不思議な道具を持っていて、建築にも長けている。
かつては妖怪の山を治めて天狗や河童を支配して社会を築いていた。幻想郷に鬼がたくさん居た頃は、鬼は人間に勝負を挑んでは人間をどこかへ攫って行ってしまっていた。もちろん人間側もそれに対抗して、様々な策略と専門的な方法（ときに卑怯な手段を含む）によって鬼は人間に退治されてゆき、残った鬼は地底へと移り住むことで幻想郷から姿を消した。こうして人間が攫われることはなくなったが、鬼が長い間幻想郷から居なくなっていたことで、鬼を退治するための特別な方法が現在の幻想郷からは失われており、誰にも退治できなくなっているという。
地獄にも鬼が居り、十王の部下として、地獄に堕ちた死者に責め苦を与えるという仕事をしているという。
神
「幻想郷縁起」（『求聞史紀』）では「神霊」と「八百万の神」の2種の神を紹介している。前者は者が生前あるいは死後に信仰を受けて成った神であり、後者は物に宿る名の無き存在としての神が名前を付けられたものである。
『香霖堂』単行本第25話では霖之助が、物に宿る神を「神霊」と呼んでいる。また同話中の霖之助と霊夢の会話において「神（神様）」と「神霊」はあまり区別されずに用いられている。
『儚月抄 漫画版』第6話で霊夢は、「神霊」とは神の精神であると説明し、八坂神奈子のような肉体を持つ神にとっての神霊を生霊に喩えている。
神が持つ神徳は信仰によって増大して、それが御利益となる。信仰されなくなると力は失われ、名すらも忘れ去られると存在しないも同然になって消えてしまう。

### 幻想郷外の主な種族
こちらも、定義次第で妖怪に含まれたり含まれなかったりする。
閻魔
死者の魂を裁く、彼岸の裁判官。十王と呼ばれる10人のリーダー（閻魔王）と、十王を含む彼岸の裁判官たちが「閻魔」と呼ばれる。閻魔は古い地蔵菩薩がなっている場合が多い。ヤマザナドゥという役職の閻魔が幻想郷を担当する。
死神
彼岸に住む種族。事務職、三途の渡し、道案内、観光ガイド、魂の刈り取りなど閻魔の下で様々な職業の死神が働いている。
種族名に「神」と付くが、神格ではないらしい。
天人
天界に住む種族。修行や功績などが認められて天人になる場合と、死後に成仏して天界に昇って天人になる場合がある。天人としての格を持たない天人は、天人の中で「不良天人」「天人くずれ」とされている。
『緋想天』エンディングには「天女」が登場し、天人である比那名居天子の部下のような働きをしている。
月人
主に『永夜抄』『儚月抄』『紺珠伝』に登場し、言及される。月の民とも呼ばれる。月に結界を張って暮らす民。「高貴な民」と自称している。月人は、かつて地上が今のように穢れが蔓延しきっていなかった頃に、月夜見という賢者が穢れが生物に寿命をもたらすことに気付き、信頼できる親族を引き連れて地上から穢れがない月に移り住んだ者たちとその末裔である。
玉兎
主に『永夜抄』『儚月抄』『紺珠伝』に登場し、言及される。月に住む兎。現在の月の文明は物質的には発展しきっていて精神文明を発展させているが、物質的な面を玉兎が労働力として支えていて、玉兎は月人に道具のように扱われている。大げさで嘘吐きでゴシップ好きで純粋で信じやすいため、玉兎の間では様々な噂話が飛び交っている。
種族の特性として、玉兎間でテレパシーのようなもので遠距離通信をすることができる。

## その他の用語
蓬萊の薬
『永夜抄』と『儚月抄』において重要な役割を持つ、飲むと不老不死になる薬。作中で言及される蓬莱の薬は全て、月の賢者の八意永琳が作ったものである。薬を飲むことで「穢れ」が生まれてしまうため、穢れを嫌って月へ移住した月の民にとって、飲んではいけない禁断の秘薬である。薬を服用した蓬莱山輝夜は地上に追放され、嫦娥は月で幽閉されている。本来は高潔な地上人を試したり権力者同士の争いによる地上の文明発展を誘発するのに用いられる。
『求聞史紀』によれば、蓬莱の薬の服用者である藤原妹紅に関して、髪の毛1本からでもそこから元の姿に戻るとされている。不老不死になっても痛みなどは通常の人間同様に感じる。
作中で判明している服用者は、『永夜抄』に登場する蓬莱山輝夜、八意永琳、藤原妹紅と、『儚月抄』で言及される嫦娥の4名。『儚月抄』では、蓬莱の薬を敢えて飲まなかった人間も登場する。
西行寺幽々子は、藤原妹紅を指して「蓬莱人」と呼んでいる。
穢れ
『儚月抄』で言及される概念。『永夜抄』でも類似の言及が一部存在する。
生存競争により「穢れ」が発生するとされる。「穢れ」は物から永遠を奪い、生物には寿命を与える。